# Michele De Luca
Michele De Luca (* 17. Mai 1956 in Savona) ist ein italienischer Forscher und Professor für Biochemie an der Universität Modena und Reggio Emilia. Er ist vor allem für seine Arbeiten zu Stammzellen verschiedener Epithelien bekannt, die in translationaler Forschung zur Behandlung verschiedener Erkrankungen eingesetzt werden.

## Leben
Michele De Luca schloss 1980 an der Universität Catania sein Medizinstudium ab und wurde bis 1984 an der Universität Rom zum Endokrinologen ausgebildet. Forschungsaufenthalte führten ihn von 1982 bis 1985 an das National Institute of Arthritis, Diabetes, Digestive and Kidney Diseases (heute National Institute of Diabetes and Digestive and Kidney Diseases), eine Einrichtung der National Institutes of Health in Bethesda, Maryland, und 1985 an die Abteilung für Zellbiologie der Harvard Medical School in Boston, Massachusetts.
De Luca war von 1986 bis 1992 Forschungsgruppenleiter und von 1992 bis 1996 stellvertretender Leiter im Labor für Stammzell-Differenzierung am Nationalen Krebsforschungsinstitut in Genua sowie von 1996 bis 2002 Leiter des Labors für Tissue Engineering am Istituto Dermopatico dell’Immacolata in Rom. Seit 2004 ist De Luca Professor für Biochemie an der Universität Modena und Reggio Emilia und seit 2008 Direktor des dortigen Zentrums für regenerative Therapie. Er ist wissenschaftlicher Direktor und gemeinsam mit Graziella Pellegrini Gründer (2008) des Biotechnologie-Unternehmens Holostem Terapie Avanzate in Modena.
De Luca und Pellegrini gelten als Pioniere der Stammzelltherapie des Auges mit Stammzellen des Limbus (Handelsname Holoclar, das erste zugelassene Stammzell-basierte Arzneimittel für neuartige Therapien, ATMP) sowie der Stammzelltherapie der Haut bei Verbrennungen, Vitiligo, Piebaldismus oder in Kombination von Stammzelltherapie und Gentherapie der Behandlung von Erbkrankheiten wie der Epidermolysis bullosa.
2020 erhielt De Luca – gemeinsam mit Erin Schuman und Graziella Pellegrini – den Louis-Jeantet-Preis. Er ist seit 2018 sowohl Mitglied der Accademia dei Lincei als auch Mitglied der European Molecular Biology Organization (EMBO). Laut Google Scholar hat De Luca einen h-Index von 56, laut Datenbank Scopus einen von 50 (Stand jeweils April 2020).